# Coupe du monde d'escalade de 1995
Navigation
6e édition 8e édition
La Coupe du monde d'escalade de 1995 consiste en une série de quatre compétitions d'escalade de difficulté qui ont lieu entre le 7 avril et le 8 décembre 1995 dans quatre pays européens différents.

## Présentation
Cette septième édition de la Coupe du monde d'escalade est organisée par la Commission escalade de compétition de l'Union internationale des associations d'alpinisme (UIAA). Cette compétition qui s'étale sur plusieurs mois comporte quatre étapes, toutes localisées en Europe, la première programmée en avril, et les trois dernières, en automne.

## Classement général
Pour établir le classement général, les points des quatre manches sont cumulés.
| Catégories | Or                   | Or         | Argent           | Argent     | Bronze       | Bronze     |
| ---------- | -------------------- | ---------- | ---------------- | ---------- | ------------ | ---------- |
| Difficulté | François Petit       | 316 points | François Legrand | 296 points | Arnaud Petit | 262 points |
| Difficulté | Robyn Erbesfield (4) | 345 points | Laurence Guyon   | 331 points | Liv Sansoz   | 250 points |

## Étapes
La coupe du monde d'escalade 1995 s'est déroulée du 7 avril au 8 décembre 1995, repartie en quatre étapes comprenant une discipline.
| Dates            | Lieu          | Difficulté | Bloc     | Vitesse  |
| ---------------- | ------------- | ---------- | -------- | -------- |
| 7 avril 1995     | Francfort     | X          | -        | -        |
| 22 octobre 1995  | Moscou        | X          | -        | -        |
| 25 novembre 1995 | Birmingham    | X          | -        | -        |
| 8 décembre 1995  | Aix-les-Bains | X          | -        | -        |
| Total : 4 étapes |               | 4 étapes   | 0 étapes | 0 étapes |

## Podiums des étapes

### Difficulté

#### Hommes
| Étapes      | Lieu                     | Or                    | Argent           | Bronze           |
| ----------- | ------------------------ | --------------------- | ---------------- | ---------------- |
| 7 avril     | Francfort (Allemagne)    | François Petit (2)    | François Legrand | Arnaud Petit     |
| 22 octobre  | Moscou (Russie)          | Elie Chevieux         | Arnaud Petit     | François Petit   |
| 25 novembre | Birmingham (Royaume-Uni) | François Petit (3)    | François Lombard | François Legrand |
| 8 décembre  | Aix-les-Bains (France)   | François Legrand (15) | Arnaud Petit     | François Lombard |

#### Femmes
| Étapes      | Lieu                     | Or                    | Argent                      | Bronze                   |
| ----------- | ------------------------ | --------------------- | --------------------------- | ------------------------ |
| 7 avril     | Francfort (Allemagne)    | Laurence Guyon        | Muriel Sarkany              | Robyn Erbesfield         |
| 22 octobre  | Moscou (Russie)          | Laurence Guyon (2)    | Robyn Erbesfield Liv Sansoz | -                        |
| 25 novembre | Birmingham (Royaume-Uni) | Robyn Erbesfield (13) | Laurence Guyon              | Liv Sansoz               |
| 8 décembre  | Aix-les-Bains (France)   | Robyn Erbesfield (14) | Muriel Sarkany              | Marie Guillet Liv Sansoz |

## Autres compétitions mondiales de la saison

### Championnats du monde d'escalade 1995

#### Difficulté

##### Hommes
| Étapes | Lieu            | Or                   | Argent       | Bronze        |
| ------ | --------------- | -------------------- | ------------ | ------------- |
| 6 mai  | Genève (Suisse) | François Legrand (3) | Arnaud Petit | Elie Chevieux |

##### Femmes
| Étapes | Lieu            | Or               | Argent         | Bronze     |
| ------ | --------------- | ---------------- | -------------- | ---------- |
| 6 mai  | Genève (Suisse) | Robyn Erbesfield | Laurence Guyon | Liv Sansoz |

#### Vitesse

##### Hommes
| Étapes | Lieu            | Or               | Argent       | Bronze              |
| ------ | --------------- | ---------------- | ------------ | ------------------- |
| 6 mai  | Genève (Suisse) | Andrey Vedenmeer | Milan Benian | Vladimir Netsvetaev |

##### Femmes
| Étapes | Lieu            | Or             | Argent        | Bronze          |
| ------ | --------------- | -------------- | ------------- | --------------- |
| 6 mai  | Genève (Suisse) | Natalie Richer | Cécile Avezou | Renata Piszczek |